# Francesco Angelo Dessì
Francesco Angelo Dessì (Bortigali, 1600 – Cagliari, 23 aprile 1674) è stato un avvocato, giurista e politico spagnolo di origine sarda, noto soprattutto per la sua munificenza.

## Biografia

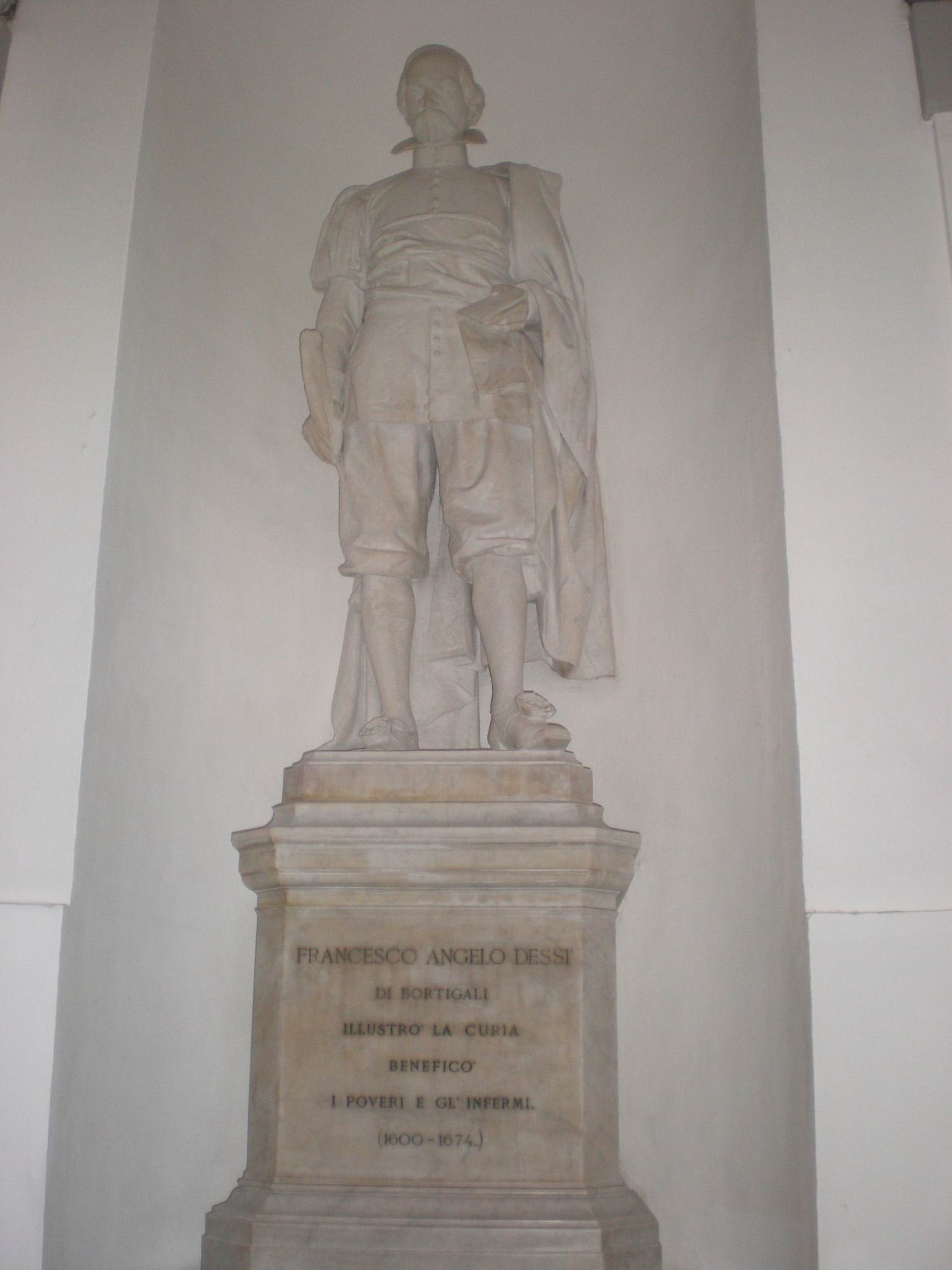
Il monumento all’interno dell’Ospedale Civile.

Laureato in Leggi a Cagliari, si dedicò alla professione di avvocato. Della sua attività  forense resta la memoria intitolata  "Consulta legal à favor de D.a Francisca Lanza viuda del marqués de Laconi D. Franc. De Castelvì sobre posesion de los benes de su marido", stampata a Cagliari nel 1631.

Noto soprattutto per la munificenza e la generosità, utilizzò le sue moltissime ricchezze a beneficio degli altri. Molto legato ai Gesuiti, con le sue donazioni contribuì, a Cagliari, a fondare, e ornare con dipinti e marmi preziosi, la relativa Chiesa del Noviziato, poi diventata chiesa di San Michele, in Stampace. Contribuì anche, col suo lascito testamentario, alla fondazione dell'Ospedale Civile. Nel corridoio circolare di quest'ultimo è collocata una sua statua in marmo per ricordarne la generosa contribuzione.
È documentata anche una breve carriera politica:

nel 1660 fu Terzo consigliere della città di Cagliari e nel 1662 Secondo consigliere.

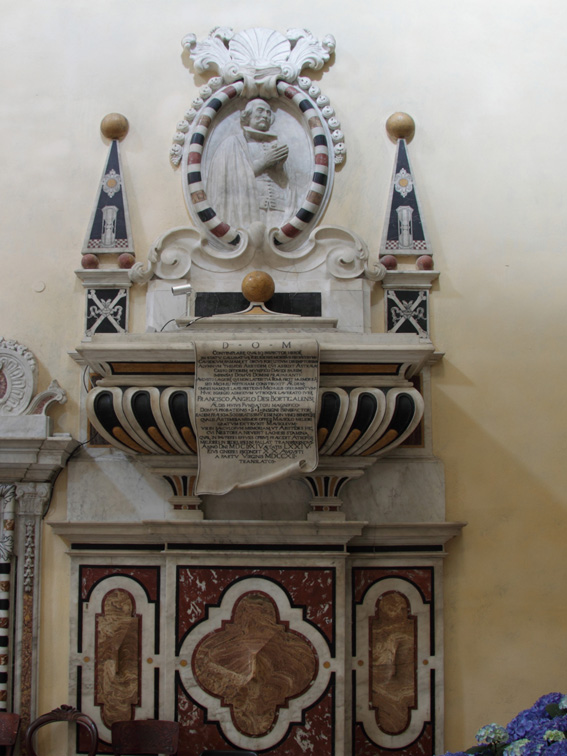
Il mausoleo in marmo.

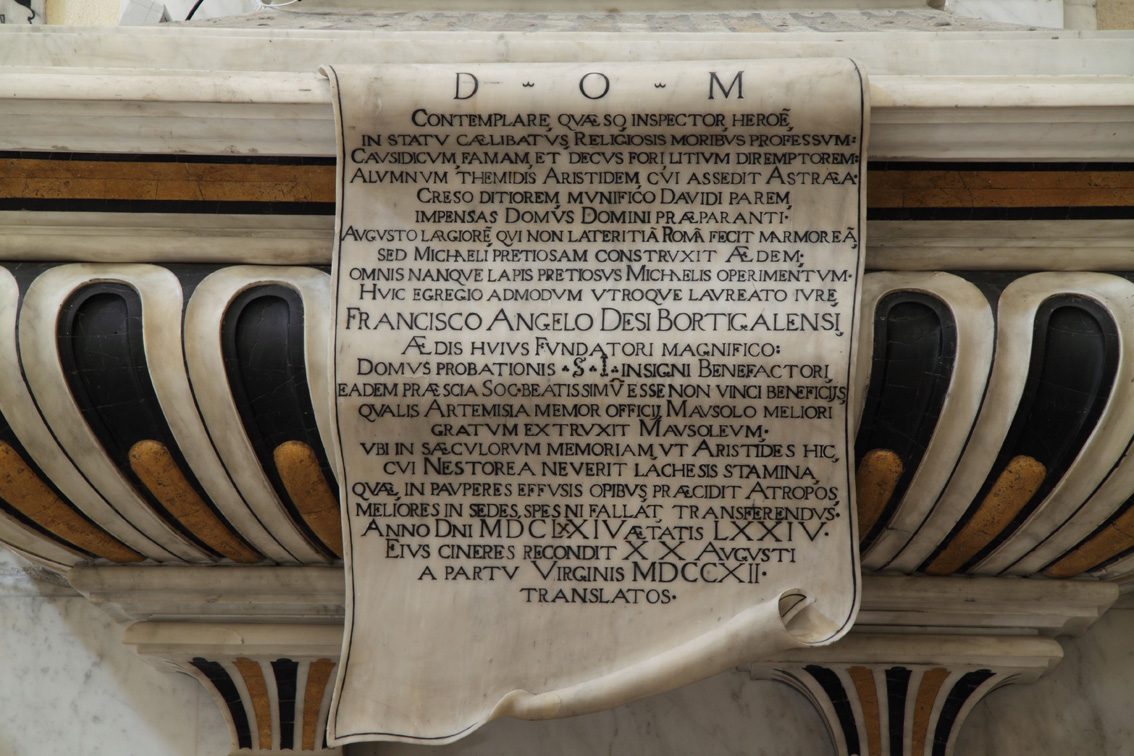
Particolare dell’iscrizione sul mausoleo.

Il 20 agosto 1712 le sue ceneri furono trasportate nella suddetta chiesa e collocate nella parete sinistra del presbiterio, con un apposito mausoleo marmoreo corredato da un'iscrizione che, oltre alla data della traslazione, ne ricorda le gesta onorevoli: … Aristide per probità… più ricco di Creso … più munifico di Davide … più liberale di Augusto….